# المختار ولد داداه
المُخْتار ولد محمد ولد دادَّاهْ (25 ديسمبر 1924 - 14 أكتوبر 2003) هو سياسي ومحامي والرئيس الأول لموريتانيا بعد استقلالها عن فرنسا عام 1960، يُعدّ أبرز مؤسسي الدولة الموريتانية، وأهمّ وجوه المرحلة الأولى للبلاد، أزاحه الجيش من رئاسة البلاد بعد قرابة عقدين من توليه المنصب منتصف عام 1978 بعد دخوله في حرب الصحراء الغربية منتصف السبعينيات، ما تسبّب بخسائر فادحة أدّت في النهاية إلى أن أطاح به ضباطٌ مُتذمّرون من المشاركة في الحرب، في انقلاب يوليو 1978 بقيادة المُقدّم المصطفى ولد محمد السالك، والضباط المشكِّلين لما يُعرف بـ«اللجنة العسكرية للخلاص الوطني».

## المولد والنشأة
وُلد المختار بمدينة بوتلميت (إحدى أهمّ مقاطعات ولاية الترارزة) والتي تقع على بُعد نحو 150 كلم شرق العاصمة الموريتانية نواكشوط، وقد وُلد لأسرة موريتانية عريقة تشتهر بالعِلم، وتنتمي لقبيلة لها مكانة دينية واجتماعية وسياسية مرموقة في البلاد.

ولا يُعرف تاريخ محدّد لولادته إلاّ أنها تقع بين عامي 1920 و1924، رغم أن التاريخ المسجّل لولادته في الأوراق الرسمية هو يوم 25 ديسمبر عام 1924.

## الدراسة
درس الابتدائية في موريتانيا وبعد ذلك سافر إلى فرنسا ودرس في معاهد ثانوية خاصة فحصل منها على شهادة الثانوية العامة عام 1948، ثم تابع دراسته في الحقوق في إحدى الكليات الباريسية حتى حصل على شهادة المحاماة، فكان أول موريتاني يعود إلى بلاده حاملا شهادة جامعية.

## النشاط السياسي
انتسب المختار ولد داداه إلى الاتحاد التقدمي الموريتاني المتأسس عام 1948، ويعد هذا الحزب ذو الاتجاه المعتدل أكثر الأحزاب الموريتانية قربا من الإدارة الفرنسية، وقد عين ولد داداه رئيسا لمجلسه التنفيذي عام 1958.
عرفت الساحة السياسية الموريتانية نهاية الخمسينيات تنافسا حادا بين دعاة الانضمام إلى المغرب (حزب الوئام بزعامة أحمدو ولد حرمة ولد بابانا أول نائب موريتاني في البرلمان الفرنسي) وبين دعاة الانضمام لكونفدرالية غرب أفريقيا (العناصر الزنجية الموريتانية) فوقف ولد داداه في وجه الاتجاهين رافعا شعار «موريتانيا همزة وصل بين العالمين العربي والأفريقي».
وفي عام 1959 أسس المختار حزبا جديدا عرف باسم حزب التجمع الموريتاني الذي خاض انتخابات محلية أدت نتائجها الطيبة إلى تعيينه رئيسا للوزراء في حكومة تحت الاستعمار الفرنسي، فأسس أول دولة موريتانية حديثة وشيد مدينة نواكشوط عام 1957.
وفي 28 نوفمبر/ تشرين الثاني 1960 عين رئيسا للجمهورية الإسلامية الموريتانية التي نالت في هذا التاريخ استقلالها عن فرنسا.
طالبت المملكة المغربية بموريتانيا منذ نهاية الخمسينيات، وقد وقف ولد داداه في وجه تلك المطالبات ولم يعترف المغرب بموريتانيا دولة مستقلة إلا عام 1969.

## حرب الصحراء والانقلاب
في 14 سبتمبر / أيلول 1970 عقدت قمة نواذيبو التي استمرت ساعات قليلة وقد استضافها المختار ولد داداه وحضرها الملك المغربي الحسن الثاني والرئيس الجزائري هواري بومدين، فأكدوا على ضرورة إنهاء وتصفية الاستعمار الإسباني من الصحراء. وبعد خمس سنوات من لقاء نواذيبو تقاسمت موريتانيا الإقليم الصحراوي مع المغرب بموجب الاتفاق الثلاثي الإسباني المغربي الموريتاني الموقع عليه بتاريخ 14 نوفمبر/تشرين الثاني 1975، وينص على خروج إسبانيا من الصحراء وتقسيمها بين الدولتين (الساقية الحمراء للمغرب ووادي الذهب لموريتانيا).
تحالفت موريتانيا مع المغرب عسكريا ودبلوماسيا في مواجهة البوليساريو وحليفتها الجزائر، فركزت جبهة البوليساريو هجماتها العسكرية على موريتانيا بوصفها الحلقة الأضعف في الصراع، واستطاعت قواتها أن تتابع الضربات تلو الضربات حتى هاجمت نواكشوط عاصمة البلاد في يوليو / تموز 1977 .
وقد أعطت إستراتيجية البوليساريو العسكرية نتيجتها حيث دخل نظام المختار ولد داداه في أزمة اقتصادية وأمنية خانقة دفعت بالجيش الموريتاني إلى الإطاحة بحكمه في 10 يوليو / تموز 1978 تم اعتقال ولد داداه 14 شهرا في سجون مدينة ولاته شرقي موريتانيا.
وفي 3 أكتوبر / تشرين الأول 1979 أخرج ولد داداه من السجن لتدهور صحته لينقل إلى فرنسا للعلاج، بعدها اختار الإقامة في تونس أولا ليقيم بعد ذلك في مدينة نيس على ساحل البحر الأبيض المتوسط بفرنسا.
عاد المختار ولد داداه من منفاه الفرنسي إلى موريتانيا يوم 17 يوليو/ تموز 2001 مقررا الإقامة في بلده وقد بلغ به الضعف والكبر مبلغهما.

## بعض صفات ولد داداه
يتصف ولد داداه بالبساطة والابتعاد عن المظاهر السلطوية وقد عاش وهو رئيس في منزل بسيط لا يتعدى ثلاثة غرف.
وقد اشتهر ولد داداه بدبلوماسيته الهادئة والفعالة خاصة في أفريقيا جنوب الصحراء حيث ترأس منظمة الوحدة الأفريقية عام 1971.
لم يتأثر ولد داداه عندما أعلمه الحسن الثاني بالتخطيط للانقلاب عليه قبل ستة أشهر من وقوع الانقلاب، ولا بإشعار الرئيس الزائيري موبوتو له في شهر فبراير/ شباط 1978، فترك الأمور تسير على طبيعتها حتى تم اعتقاله.